# Mi bémol majeur

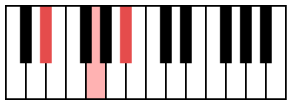
L'accord parfait de mi bémol majeur se compose des notes suivantes : mi♭, sol, si♭.

La tonalité de mi bémol majeur se développe en partant de la note tonique mi bémol. Elle est appelée E-flat major en anglais et Es-Dur dans l’Europe centrale.
L'armure coïncide avec celle de la tonalité relative do mineur.
L’échelle de mi bémol majeur est : mi♭, fa, sol, la♭, si♭, do, ré, mi♭.
- tonique : mi♭
- médiante : sol
- dominante : si♭
- sensible : ré

Armure : si♭, mi♭, la♭.

## Compositions célèbres en mi bémol majeur
- Symphonie  no 3  de Beethoven « Héroïque »
- Concerto pour piano  no 5  de Beethoven « Empereur »
- Sonate pour piano  no 4  de Beethoven « À Babette »
- Sonate pour piano  no 13 de Beethoven « Quasi una fantasia »
- Concerto pour piano  no 1  de Liszt
- La flûte enchantée (Ouverture) de Mozart
- Concerto pour cor no 3 de Mozart
- Symphonie  no 3  de Dvořák
- Symphonie Ouverture 1812 op. 49 de Tchaïkovski
- Symphonie  no 9  de Chostakovitch
- Symphonie  no 8  de Mahler
- Symphonie  no 3  de Schumann - premier et cinquième mouvements
- Grande Valse brillante de Chopin